# Tratado de Bergerac
O Tratado de Bergerac foi assinado em Bergerac em 14 de setembro de 1577 entre Henrique III da França e os príncipes huguenotes, e posteriormente ratificado pelo Édito de Poitiers em 17 de setembro. Este acordo foi desenvolvido após a sexta fase das Guerras Religiosas Francesas. O tratado substituiu o Édito de Beaulieu, que foi considerado pela Liga Católica demasiado favorável aos protestantes. Com base nos termos do tratado, os huguenotes só foram autorizados a praticar a sua fé nos subúrbios de uma cidade em cada distrito judicial. Em Vivarais, o tratado foi reconhecido no final de outubro de 1577.